# Instituto Nacional de Estadística y Censos (Costa Rica)
Pour les articles homonymes, voir Instituto Nacional de Estadística y Censos.
L'Instituto Nacional de Estadística y Censos (INEC) est l'Institut national de statistiques et de recensements du Costa Rica, agence responsable de la collecte de données statistiques, géographiques, cartographiques, géodésiques et environnementales. Il s'occupe notamment des recensements et de la publication des données officielles de population.

## Code géographique INEC
Le code géographique de l'INEC est composé de 5 chiffres : le premier chiffre est celui de la province, les deux suivants sont celui du canton et les deux derniers celui du district. Ainsi le code 20305 correspond à la province d'Alajuela (2), le canton de Grecia (203) et le district de Tacares (20305).